# Castello abbaziale
Il Castello abbaziale è un castello di epoca medievale di Civitella San Paolo nel Lazio.

## Descrizione
Il castello abbaziale di Civitella San Paolo è uno tra i più interessanti esempi di architettura militare medievale della Valle del Tevere, perfettamente conservato. È probabile che in origine (X - XI secolo) vi fosse soltanto una torre (identificabile nell'attuale mastio), edificata in un luogo strategico per svolgere funzioni di vedetta e di vigilanza sui traffici fluviali, sul transito di eserciti nemici, di merci o di bestiame lungo la via Tiberina.
L'incastellamento del territorio "Collinense" da parte dell'Abbazia di San Paolo (fine XI secolo), appoggiato dai papi (quasi a ribadire e confermare lo statuto di abbazia territoriale in funzione anti-imperiale e in contrapposizione con la potenza ecclesiale benedettina,  dell'Abbazia di Farfa), produsse l'effetto della costruzione a catena di torrioni e fortilizi all'interno delle mura delle cittadine soggette.
Sul finire del XII secolo a Civitella San Paolo, soggetta all'investitura degli eredi di un certo Teobaldo di Cencio, tra la torre e la porta venne edificato un potente cassero (o dongione) di forma quadrata, con una torretta angolare sul lato sud-ovest.
La conformazione del castello più o meno nelle forme attuali, si deve però alla ripresa e allo stabile possesso di Civitella da parte del monastero di San Paolo (metà del XIV secolo): un quadrilatero murario coronato da merli guelfi in aggetto su beccatelli, porta levatoia, cortile d'armi, cisterna d'acqua e fossato.
Nella metà del XV secolo il castello fu dotato di un baluardo a forma pentagonale, con saliente rivolto verso la piazza e troniere interne per le armi da fuoco, eloquente evoluzione ed ultima dotazione di architettura militare dell'epoca al fortilizio.
Nella muratura del castello, posizionata nel lato destro della porta, all'altezza di 15 metri dal piano del fossato, esiste ancora una serie di doppi incassi o buche pontate, interpretabile forse come tracce di un raro "castelletto a sbalzo" (hourd), con la struttura semiprovvisoria di un camminamento esterno, imbastito su mensole e puntoni lignei, oggi scomparsi.
Nella seconda metà del Quattrocento, nell'area compresa tra la chiesa di Santa Maria ed il castello, in aderenza con questo, si edificò il palazzetto abbaziale con cortile e doppio loggiato interno su pilastri dorici ottagonali, soffitti a cassettoni dipinti a stemmi e grottesche: si tratta di una pregevole residenza locale con caratteri stilistici squisitamente rinascimentali. L'opera fu successivamente ampliata e completata sino al 1578.  Si crearono così due nuclei edilizi ben distinti: l'uno con caratteristiche civili e residenziali, l'altro con funzioni prettamente militari, comunicanti tra loro per mezzo di una porta di soccorso con saracinesca in legno ancora in situ.
Dopo l'abbandono del periodo francese e sino alla caduta della Repubblica Romana (15 luglio 1849), il castello rimase disabitato; ma con il ripristino dell'Ancien Régime, tra il 1852 ed il 1857, l'Abbazia di San Paolo approntò dei restauri al complesso, per rendere più vivibile il soggiorno dei monaci e dei novizi. Proprio per questi ultimi ospiti, nella torre erano conservati degli scenari per l'allestimento di un teatrino dei burattini. Con l'occasione fu anche sistemato l'ingresso principale, preceduto da sette gradini provenienti dai marmi scampati all'incendio della basilica di San Paolo, ed apposta l'iscrizione commemorativa (1852).
Nel 1924, per interessamento dell'abate Ildefonso Schuster si intrapresero nuovi restauri, in particolare fu eliminata la copertura e ripristinato il calpestio sugli spalti.
Nel 1926 il Comune di Civitella San Paolo appose una lapide di bronzo commemorativa dei caduti della Grande Guerra, su un lato del baluardo pentagonale. Nel cortile d'armi è visibile una collezione di sculture ed iscrizioni di epoca romana, rinvenute nel territorio: notevole la statua di marmo raffigurante san Giacomo, dello scultore neoclassico Annibale Malatesta.
Il castello, acquisito dal Comune nel 1996, è stato restaurato tra il 1998 ed il 2000 in vista della sua trasformazione in centro polifunzionale, con progetto e direzione dei lavori da parte della Provincia di Roma e il contributo di un finanziamento regionale.